# Friedrich Eduard Otto Winkler
Friedrich Eduard Otto Winkler (* 21. Juli 1815 in Posterstein; † 24. Mai 1872 in Caasen) war ein deutscher Rittergutsbesitzer und Politiker.

## Leben
Winkler war der Sohn von Johann Friedrich August Winkler, Herr auf Caasen und Salsitz und Pächter der Rittergüter Posterstein und Vollmershayn. Die Mutter war dessen Ehefrau Christiana Henrietta geborene Schweitzer von den Rittergütern Mosen und Clodra. Er war evangelisch-lutherischer Konfession und hblieb unverheiratet.
Winkler lebte als Rittergutsbesitzer auf Caasen.
Vom 25. November 1857 bis zum 12. Februar 1858 war er als Stellvertreter von Emil von Metsch Mitglied im Landtag Reuß jüngerer Linie.